# 克爾比·耶茲
克爾比·卡里·耶茲（英語：Kirby Kali Yates，1987年3月25日—），為美國職棒大聯盟的投手，目前效力於洛杉磯道奇。他先前曾效力過光芒、洋基、天使、教士、藍鳥、勇士與遊騎兵等隊。

## 生涯初期
2005年美國職棒大聯盟選秀，耶茲在第25輪被紅襪隊選走。不過他並未跟紅襪簽約，而是去亞瓦派學院讀書。2006年和2007年，他因為動了湯米·約翰手術而造成球季報銷。

## 職業生涯

### 坦帕灣光芒

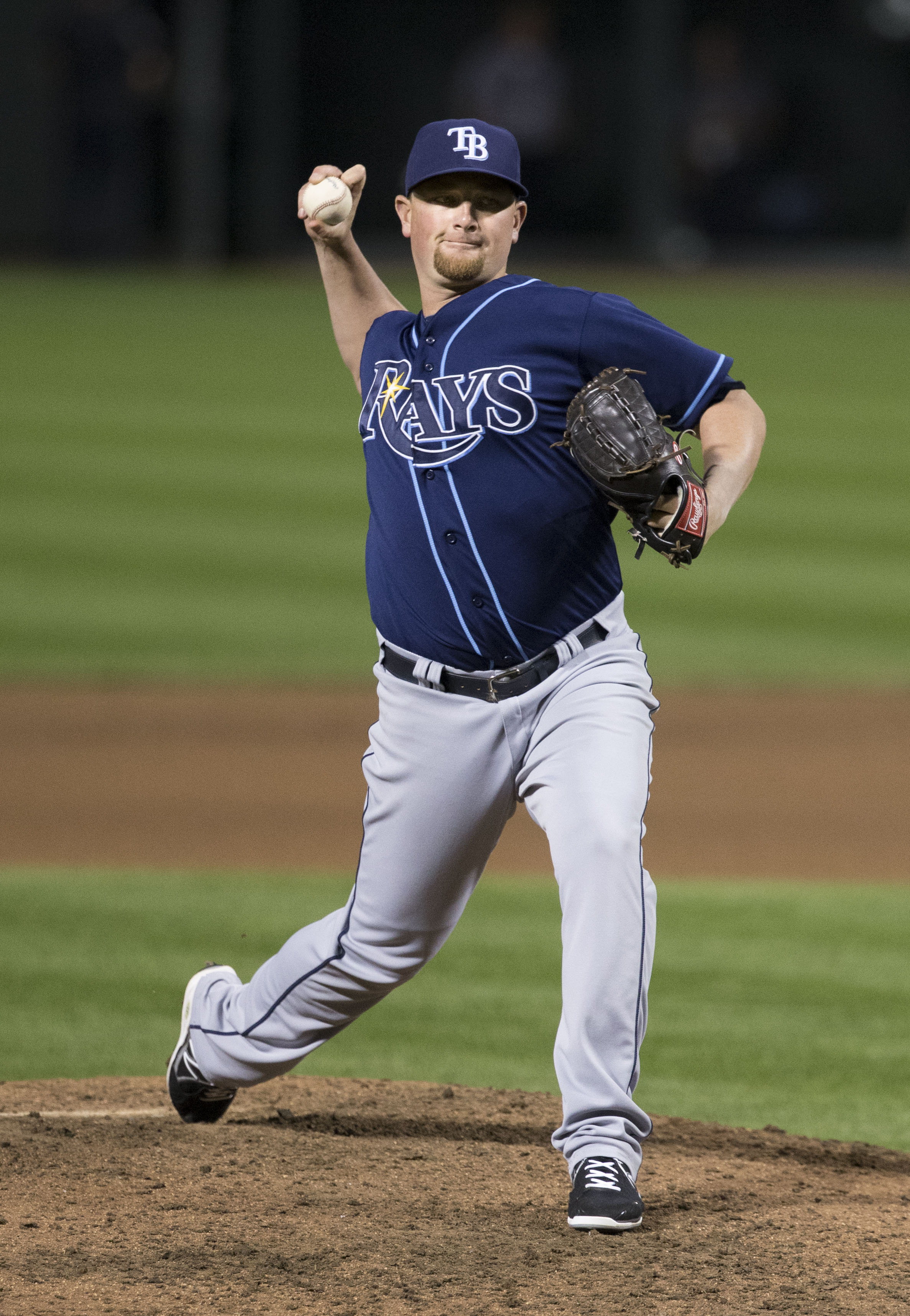
2014年的耶茲

在2009年的選秀會上落榜後，耶茲與光芒隊簽約。2012年，他在2A的防禦率為2.65。而他也在隔年升上3A，他在3A出賽51場比賽，防禦率僅1.91。
2013年球季結束後，光芒隊將耶茲加入球隊的40人名單內。2014年6月7日，耶茲登上大聯盟。該年他出賽37場比賽，防禦率3.75，送出42次三振。然而他在隔年的表現卻如同撞牆般，只在大聯盟投了20+2⁄3局，防禦率高達7.97。他也因此多次被下放至3A調整。2015年球季結束後，光芒隊將他給指定讓渡。

### 紐約洋基
2015年11月25日，光芒將耶茲交易至印地安人。不過他在2016年1月5日再次被球隊給指定讓渡。1月8日，印地安人將他交易至洋基。洋基也將他放進開幕戰的出賽名單內，6月28日至8月17日，他都待在小聯盟。這一年他在洋基隊出賽41場比賽，防禦率5.23，送出50次三振。

### 洛杉磯天使
2016年球季結束後，天使隊將耶茲從讓渡名單中選走。他在4月2日被指定讓渡，而他3天後進入天使隊3A。2017年4月22日，耶茲完成他在天使隊的初登板，但是他只出賽一場就在隔天遭到指定讓渡。

### 聖地牙哥教士
4月26日，耶茲加入教士隊。該年他在教士出賽61場比賽，4勝5敗，防禦率3.72，送出87次三振。而他也在這一年開發出了新球種—快速指叉球。
2018年，教士隊將終結者位置交給布萊德·漢德，而耶茲成為第八局上場的布局投手。他在4月初因為腳踝受傷缺席兩週。而教士最後在季中交易漢德到印地安人，耶茲也接任終結者的位置。該年他拿下12次救援成功，防禦率2.14是生涯新低。
2019年，耶茲成為教士全隊唯一一位入選明星賽的球員。該年他以41次救援成功拿下救援王，另外他防禦率更是只有1.19。

### 多倫多藍鳥
2021年1月15日，耶茲與藍鳥隊簽下1年合約。但他在3月22日就因為屈肌受傷動了湯米約翰手術，導致球季報銷。

### 亞特蘭大勇士
2021年11月29日，耶茲和勇士隊簽下2年825萬美元的合約。

## 國際賽
2018年球季結束後，耶茲被選入2018年美國職棒大聯盟美日明星賽的大聯盟隊陣容內。

## 個人生活
他的哥哥Tyler Yates也是前大聯盟選手。而耶茲在2016年結婚，他的妻子目前在經營幫忙照顧運動員小孩的保姆公司Homerun Sitters LLC。

## 外部連結
- 球員資訊和成績在MLB ，ESPN ，Retrosheet ，Baseball Reference ，Baseball Reference (Minors) ，Fangraphs ，The Baseball Cube （英文）
- 克爾比·耶茲的X（前Twitter）
- 克爾比·耶茲的Instagram帳戶